# Pachygrapsus marmoratus
Pachygrapsus marmoratus é uma espécie de caranguejo.

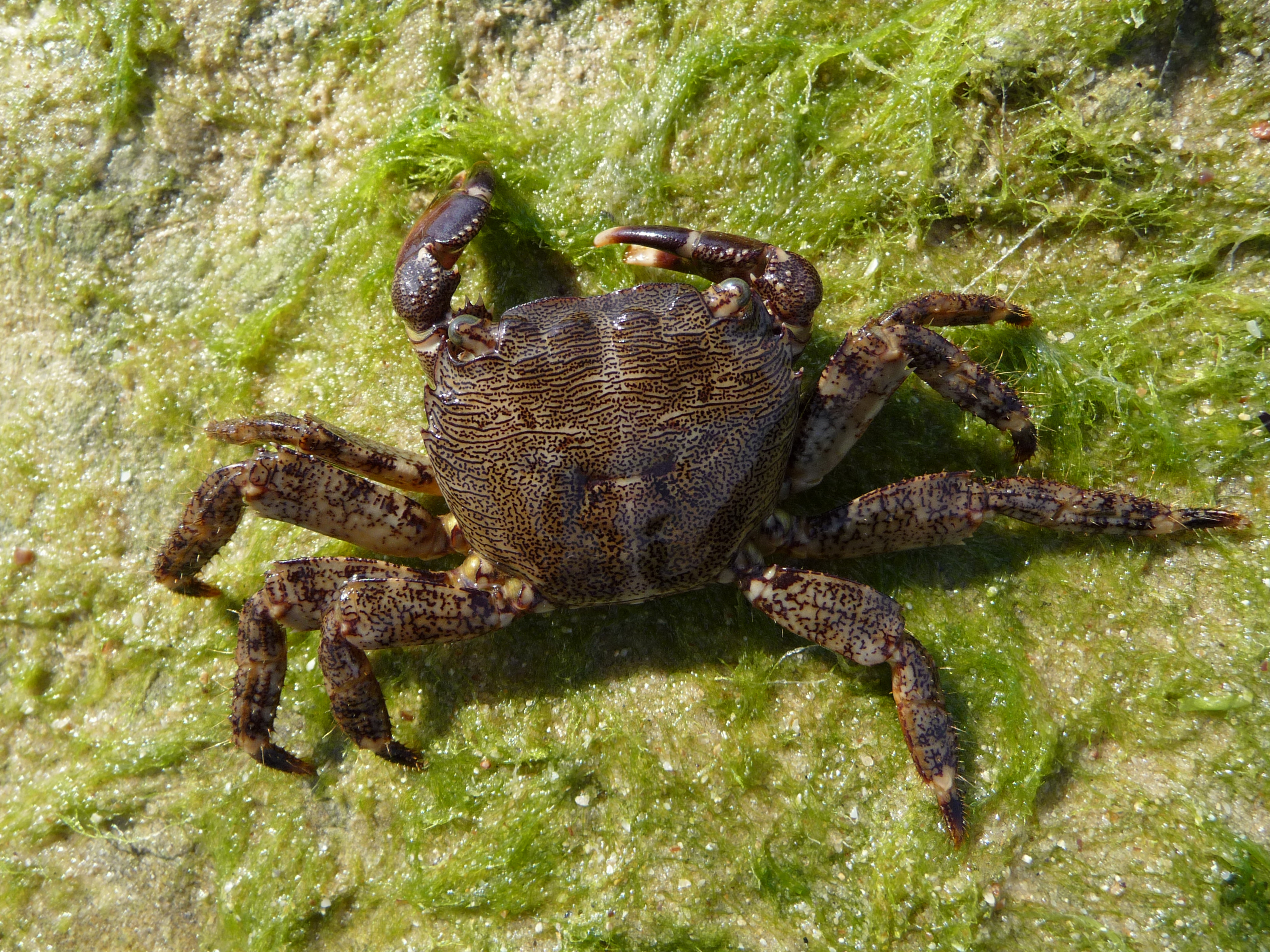
Caranguejo da espécie Pachygrapsus marmoratus fêmea. Mar Negro.

## Descrição
Pachygrapsus. marmoratus também chamado de caranguejinho-da-pedra, caranguejinho-mármore, possui uma carapaça quadrada com aproximadamente 22-36 mm de comprimento e de coloração similar ao violeta escuro.
Ele pode ser distinguido de espécies similares encontradas no Mar Mediterrâneo (Pachygrapsus maurus e Pachygrapsus transversus) pela presença dos três dentes em cada lado da carapaça. São também capazes de movimentos muito rápidos, habilidade que utilizam para esconder-se em fendas, o que dificulta sua captura.